# Nações Unidas (programa de televisão)
Nações Unidas foi um programa de televisão brasileiro, exibido aos domingos pelo SBT e apresentado por Gugu Liberato. Estreou em 12 de abril de 1992.
Era um programa de gincanas, inspirado no programa europeu Jogos Sem Fronteiras, no americano USA Gonzo Games, no alemão TeleMatch e no Cidade contra Cidade, no qual os participantes representavam as diferentes etnias de povos estrangeiros existentes no Brasil. A equipe vencedora do programa foi o Japão, representado pela ACEMA de Maringá, a qual recebeu como prêmio um ônibus da Mercedes-Benz no valor de US$ 250 mil, cinco passagens para o Japão e uma antena parabólica.
O programa foi exibido até 3 de janeiro de 1993, sendo substituído pelo Domingo Legal.

## Primeira Fase
Participaram da primeira fase do programa representantes de 16 países, divididos em quatro chaves:
| Chave Verde   | Chave Amarela | Chave Azul | Chave Branca   |
| ------------- | ------------- | ---------- | -------------- |
| Alemanha      | Países Baixos | Chile      | Hungria        |
| Áustria       | Israel        | Espanha    | Grécia         |
| Coreia do Sul | Itália        | Polónia    | Arábia Saudita |
| Japão         | Portugal      | Suíça      | Rússia         |

Na primeira fase, as equipes de cada chave se enfrentavam entre si, em um confronto a cada domingo. As disputas se dividiam em três rodadas e, ao final da fase, se classificavam para a fase seguinte as duas equipes com maior pontuação em cada chave.
Primeira Rodada
A primeira rodada de confrontos desta fase teve início com Alemanha X Japão e terminou com Grécia X Rússia. A vitória nesta rodada valia 1 ponto.
Disputas
| Confronto                | Vencedor |
| ------------------------ | -------- |
| Alemanha X Japão         | Japão    |
| Áustria X Coreia do Sul  | Áustria  |
| Holanda X Israel         | Holanda  |
| Itália X Portugal        | Itália   |
| Espanha X Suíça          | Suíça    |
| Chile X Polónia          | Chile    |
| Hungria X Arábia Saudita | empate   |
| Grécia X Rússia          | Rússia   |

Segunda Rodada
Na segunda rodada, as equipes que haviam vencido as primeiras disputas nas chaves se enfrentavam entre si, o mesmo ocorrendo com as que haviam sido derrotadas. A vitória valia 2 pontos.
| Confronto                | Vencedor      |
| ------------------------ | ------------- |
| Áustria X Japão          | Japão         |
| Alemanha X Coreia do Sul | Coréia do Sul |
| Holanda X Itália         | Holanda       |
| Israel X Portugal        | Portugal      |
| Chile X Suíça            | Suíça         |
| Espanha X Polónia        | Espanha       |
| Hungria X Rússia         | Rússia        |
| Grécia X Arábia Saudita  | Grécia        |

Terceira Rodada
Na terceira rodada, as equipes que ainda não haviam se enfrentado em cada chave disputavam entre si. A vitória valia 3 pontos.
| Confronto               | Vencedor |
| ----------------------- | -------- |
| Alemanha X Áustria      | Áustria  |
| Coreia do Sul X Japão   | Japão    |
| Israel X Itália         | Itália   |
| Holanda X Portugal      | Portugal |
| Chile X Espanha         | Chile    |
| Polónia X Suíça         | Suíça    |
| Grécia X Hungria        | Grécia   |
| Rússia X Arábia Saudita | Rússia   |

| CLASSIFICAÇÃO GERAL 1ª FASE |                          |                          |                    |                          |
| 1°                          | Japão (6 Pontos)         | Portugal (5 Pontos)      | Suíça (6 Pontos)   | Rússia (6 Pontos)        |
| 2°                          | Áustria (4 Pontos)       | Itália (4 Pontos)        | Chile (4 Pontos)   | Grécia (5 Pontos)        |
| 3°                          | Coreia do Sul (2 Pontos) | Países Baixos (3 Pontos) | Espanha (2 Pontos) | Arábia Saudita (1 Ponto) |
| 4°                          | Alemanha (0 Pontos)      | Israel (0 Pontos)        | Polónia (0 Pontos) | Hungria (1 Ponto)        |

## Segunda Fase
As 8 equipes classificadas novamente são divididos em grupos, e se enfrentaram novamente em 3 rodadas. Os dois primeiros colocados avançaram à fase final do torneio.
| Grupo 1 | Grupo 2  |
| ------- | -------- |
| Japão   | Áustria  |
| Itália  | Portugal |
| Chile   | Suíça    |
| Grécia  | Rússia   |

CONFRONTOS
1ª Rodada
- Itália X Japão (Vencedor: Japão)
- Chile X Grécia (Vencedor: Grécia)
- Portugal X Áustria
- Suíça X Rússia (Vencedor: Suíça)

2ª Rodada
- Japão X Grécia (Vencedor: Grécia)
- Itália X Chile (Vencedor: Itália)
- Rússia X Portugal
- Suíça X Áustria (Vencedor: Suíça)

3ª Rodada
- Japão X Chile (Vencedor: Japão)
- Itália X Grécia (Vencedor: Itália)
- Áustria X Rússia (Vencedor: Rússia)
- Portugal X Suíça (Vencedor: Suíça)

Classificaram-se para a fase final: Itália, Japão, Suíça e Rússia.

## Fase Final
Na fase final do programa, foram 3 disputas, sendo duas semifinais e uma grande final disputada em 03 de Janeiro de 1993.
SEMI-FINAIS
- Japão X Rússia (Vencedor: Japão)
- Itália X Suíça  (Vencedor: Suíça)

GRANDE FINAL (03/01/1993)
- Japão X Suíça (Campeão: Japão)